# Beniamin Wajsblech
Beniamin Wajsblech (ur. 22 grudnia 1908, zm. 13 marca 1991 w Warszawie) – wiceprokurator Generalnej Prokuratury PRL, oskarżyciel w procesach politycznych w czasach stalinizmu.

## Życiorys
Pochodził z zamożnej żydowskiej rodziny kupieckiej. Syn Hersza. We wrześniu 1939 udał się do Związku Radzieckiego. Po agresji ZSRR na Polskę (17 września 1939) został we Lwowie prokuratorem.
Po wojnie był prokuratorem w Polsce. Był przesłuchującym i oskarżycielem generała Augusta Emila Fieldorfa ps. „Nil”, dla którego zażądał kary śmierci. O ten sam wymiar kary wnioskował oskarżając Jana Stachniuka. Po zwolnieniu ze służby pracował jako radca prawny.
Pochowany na cmentarzu Wojskowym na Powązkach (kwatera A2-10-16).

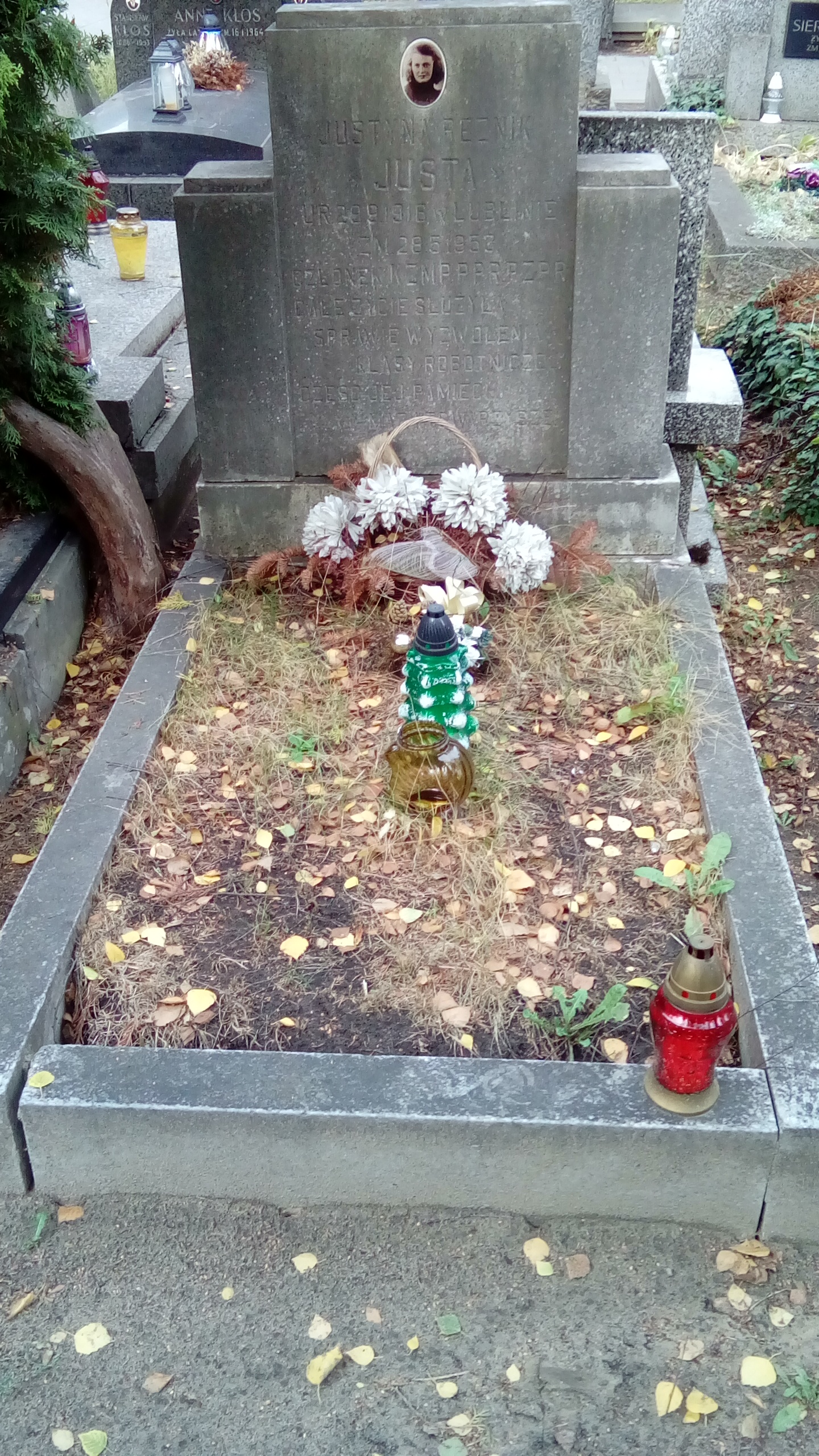
Grób na cmentarzu Wojskowym na Powązkach

## Ordery i odznaczenia
- Krzyż Kawalerski Orderu Odrodzenia Polski (6 lipca 1954)[3]
- Złoty Krzyż Zasługi (22 lipca 1947)[6]
- Medal 10-lecia Polski Ludowej (4 stycznia 1955)[7]